# Оттерсхайм
Оттерсхайм (нем. Ottersheim) — община в Германии, в земле Рейнланд-Пфальц. 
Входит в состав района Доннерсберг. Подчиняется управлению Гёльхайм.  Население составляет 356 человек (на 31 декабря 2010 года). Занимает площадь 2,74 км².